# VBTP-MR Guarani
VBTP-MR Guarani (Portugiesisch: Viatura Blindada Transporte de Pessoal – Média de Rodas) ist die Bezeichnung für einen brasilianischen Radpanzer.

## Projektgeschichte
Der VBTP-MR wurde vom italienischen Fahrzeughersteller Iveco für die Brasilianische Armee entwickelt und wird derzeit in Sete Lagoas produziert. Insgesamt sollen 2044 Fahrzeuge hergestellt werden, um den EE-11 Urutu aus den 1970er-Jahren zu ersetzen. Der VBTP ist ein amphibischer, 16,7 Tonnen schwerer 6×6-Radpanzer, welcher elf Soldaten mitführen kann. Im Jahr 2018 sind bereits mehrere Hundert dieser Fahrzeuge im Dienst. Der Guarani ist für den Transport durch die Transportflugzeugtypen C-130 Hercules oder Embraer KC-390 ausgelegt.

## Bewaffnung

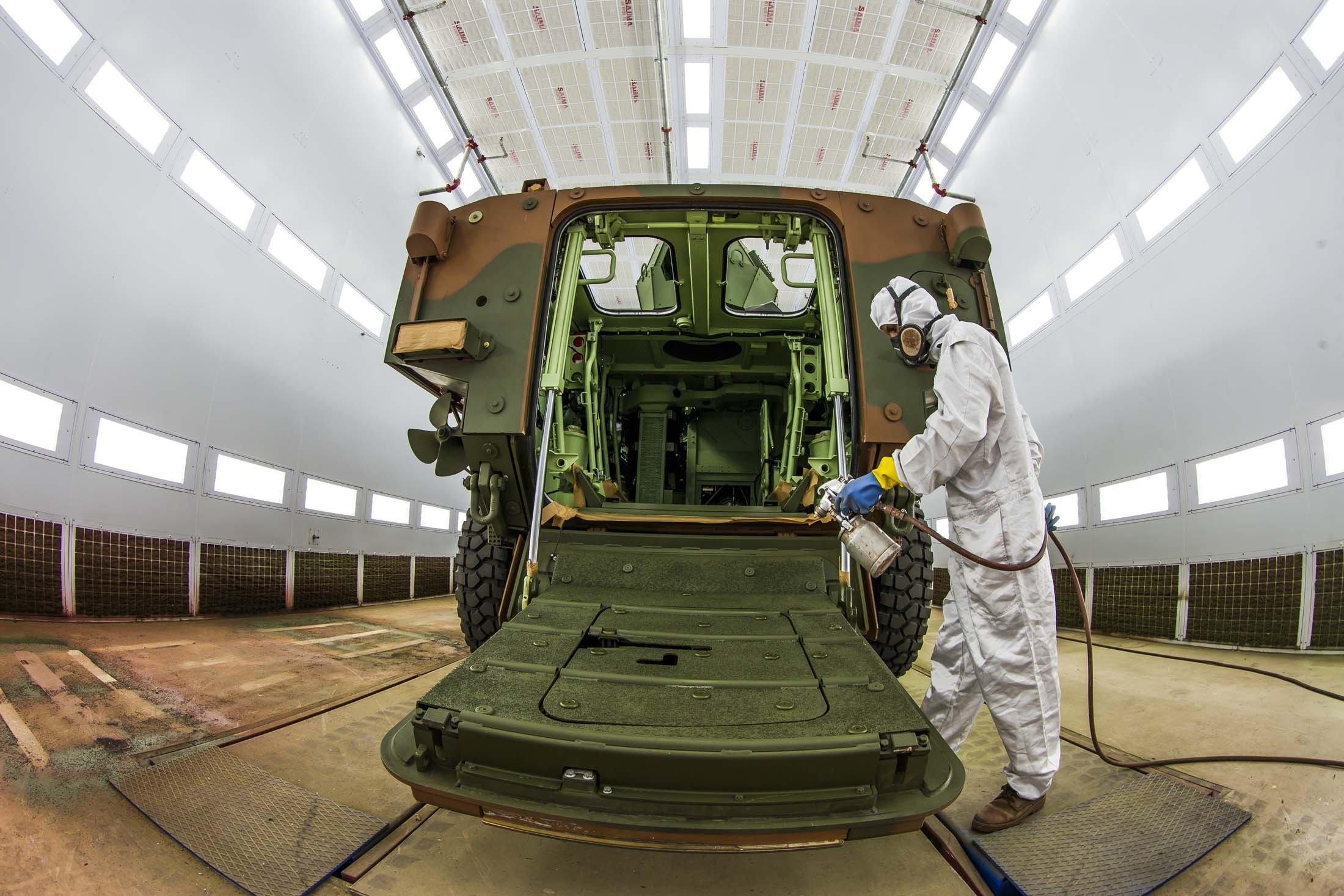
Hecktür des VBTP-MR

Der VBTP-MR kann mit einer Vielzahl von ferngesteuerten Waffenstationen für zusätzliche Feuerkraft ausgestattet werden. Das von der Brasilianischen Armee ausgewählte Modell ist der ORCWS UT-30BR von Elbit Systems, der eine 30-mm-Kanone mit Panzerabwehrraketen umfasst. Standardbewaffnung ist die 30-mm-Kanone, ein koaxiales 7,62-mm-Maschinengewehr und Nebelwurfmittel, zusammen mit einem Rundumkommandantenvisier und einem Laserwarnsystem. Die brasilianische Tochtergesellschaft von Elbit System, Ares Aeroespacial e Defensa, gab im Oktober 2012 einen Vertrag über 25 Millionen Dollar zur Lieferung ihrer stabilisierten REMAX-Waffenstationen an die Brasilianische Armee bekannt. Dies ist der erste Produktionsauftrag, der von 2012 bis 2014 ausgeliefert wird. REMAX wurde als Teil des VBTP-Programms konzipiert und zeichnet sich durch ein einfaches und wartungsfreundliches Design aus.
Der Hersteller arbeitet seit 2015 an einer 8×8-Version mit einer 105-mm-Kanone als Ersatz für den EE-9 Cascavel der brasilianischen Armee.

## Exporte
- Brasilien: Im Dezember 2012 wurden 86 Einheiten bestellt, insgesamt sollen bis zum Jahr 2030 insgesamt 2.044 Einheiten der 6×6-Variante geliefert werden.[5]
- Ghana: 11 Fahrzeuge im Juli 2021 bestellt, ausgestattet mit der REMAX-Waffenstationen.
- Libanon: Iveco hat im Jahr 2015 einen Vertrag über den Verkauf von 80 Fahrzeugen an das libanesische Militär und die dortige Polizei unterzeichnet. Der Vertrag im Wert von rund 30 Millionen Euro umfasst 25 leichte gepanzerte Fahrzeuge und sechs minengeschützte gepanzerte Fahrzeuge, die in Italien hergestellt werden sollen, sowie zehn in Brasilien hergestellte amphibische gepanzerte VBTP-MR-Fahrzeuge.[6]
- Philippinen: Elbit Systems hat den Zuschlag für das sogenannte Wheeled Armored Personnel Carrier Acquisition Project der philippinischen Armee erhalten und wird 28 Einheiten des Guarani 6×6 APC liefern.[7] Der Vertrag wurde für 47 Millionen US-Dollar unterzeichnet.[8] Im Februar 2023 untersagte jedoch Deutschland den Export.[9]